# جائزة نيوزيلندا الكبرى 1959
جائزة نيوزيلندا الكبرى 1959 هو سباق فورمولا 1 أقيم بتاريخ 10 يناير 1959 في أوكلاند، نيوزيلندا. حلّ البريطاني ستيرلنغ موس أولا بينما جاء الأسترالي جاك برابهام في المركز الثاني وحصل على المركز الثالث النيوزلندي بروس ماكلارين.